# Governatori delle Figi
Il governatore delle Figi governava la Colonia delle Figi, che era sotto la sovranità del Regno Unito; era nominato dal sovrano britannico.
Tra il 1877 e il 1952, i governatori delle Figi furono anche Alti Commissari per i Territori britannici del Pacifico occidentale.

## Lista
| Governatore                            | Dal               | Al                | Sovrano                  |
| -------------------------------------- | ----------------- | ----------------- | ------------------------ |
| Hercules Robinson                      | 10 ottobre 1874   | giugno 1875       | Vittoria                 |
| Arthur Hamilton-Gordon                 | 19 agosto 1875    | 1880              | Vittoria                 |
| William Des Vœux                       | 20 dicembre 1880  | 21 gennaio 1885   | Vittoria                 |
| John Bates Thurston (facente funzioni) | 21 gennaio 1885   | 1º gennaio 1887   | Vittoria                 |
| Charles Mitchell                       | 1º gennaio 1887   | febbraio 1888     | Vittoria                 |
| John Bates Thurston                    | febbraio 1888     | 7 febbraio 1897   | Vittoria                 |
| George Thomas Michael O'Brien          | marzo 1897        | 1901              | Vittoria                 |
| William Allardyce (facente funzioni)   | 1901              | 10 settembre 1902 | Edoardo VII              |
| Henry Moore Jackson                    | 10 settembre 1902 | 11 ottobre 1904   | Edoardo VII              |
| Everard im Thurn                       | 11 ottobre 1904   | 1910              | Edoardo VII              |
| Charles Henry Major (facente funzioni) | 1910              | 21 febbraio 1911  | Edoardo VII Giorgio V    |
| Francis Henry May                      | 21 febbraio 1911  | 25 luglio 1912    | Giorgio V                |
| Ernest Bickham Sweet-Escott            | 25 luglio 1912    | 10 ottobre 1918   | Giorgio V                |
| Eyre Hutson (facente funzioni)         | 1915              | 1916              | Giorgio V                |
| Cecil Hunter-Rodwell                   | 10 ottobre 1918   | 25 aprile 1925    | Giorgio V                |
| Eyre Hutson (facente funzioni)         | 1919              | 1919              | Giorgio V                |
| Eyre Hutson                            | 25 aprile 1925    | 22 novembre 1929  | Giorgio V                |
| Arthur George Murchison Fletcher       | 22 novembre 1929  | maggio 1936       | Giorgio V Edoardo VIII   |
| Cecil Barton (facente funzioni)        | maggio 1936       | novembre 1936     | Edoardo VIII             |
| Arthur Richards                        | 28 novembre 1936  | agosto 1938       | Edoardo VIII Giorgio VI  |
| Cecil Barton (facente funzioni)        | agosto 1938       | settembre 1938    | Giorgio VI               |
| Harry Luke                             | 16 settembre 1938 | 21 luglio 1942    | Giorgio VI               |
| Philip Euen Mitchell                   | 21 luglio 1942    | 12 gennaio 1944   | Giorgio VI               |
| John Rankine (facente funzioni)        | 12 gennaio 1944   | 4 maggio 1944     | Giorgio VI               |
| John Fearns Nicoll (facente funzioni)  | 4 maggio 1944     | 23 ottobre 1944   | Giorgio VI               |
| John Rankine (facente funzioni)        | 23 ottobre 1944   | 1º gennaio 1945   | Giorgio VI               |
| Alexander Grantham                     | 1º gennaio 1945   | 21 marzo 1947     | Giorgio VI               |
| John Fearns Nicoll (facente funzioni)  | 21 marzo 1947     | 8 ottobre 1947    | Giorgio VI               |
| Brian Freeston                         | 8 ottobre 1947    | 6 ottobre 1952    | Giorgio VI Elisabetta II |
| Ronald Garvey                          | 6 ottobre 1952    | 28 ottobre 1958   | Elisabetta II            |
| Kenneth Maddocks                       | 28 ottobre 1958   | 6 gennaio 1964    | Elisabetta II            |
| Derek Jakeway                          | 6 gennaio 1964    | dicembre 1968     | Elisabetta II            |
| Robert Sidney Foster                   | dicembre 1968     | 10 ottobre 1970   | Elisabetta II            |